# Roadside attraction

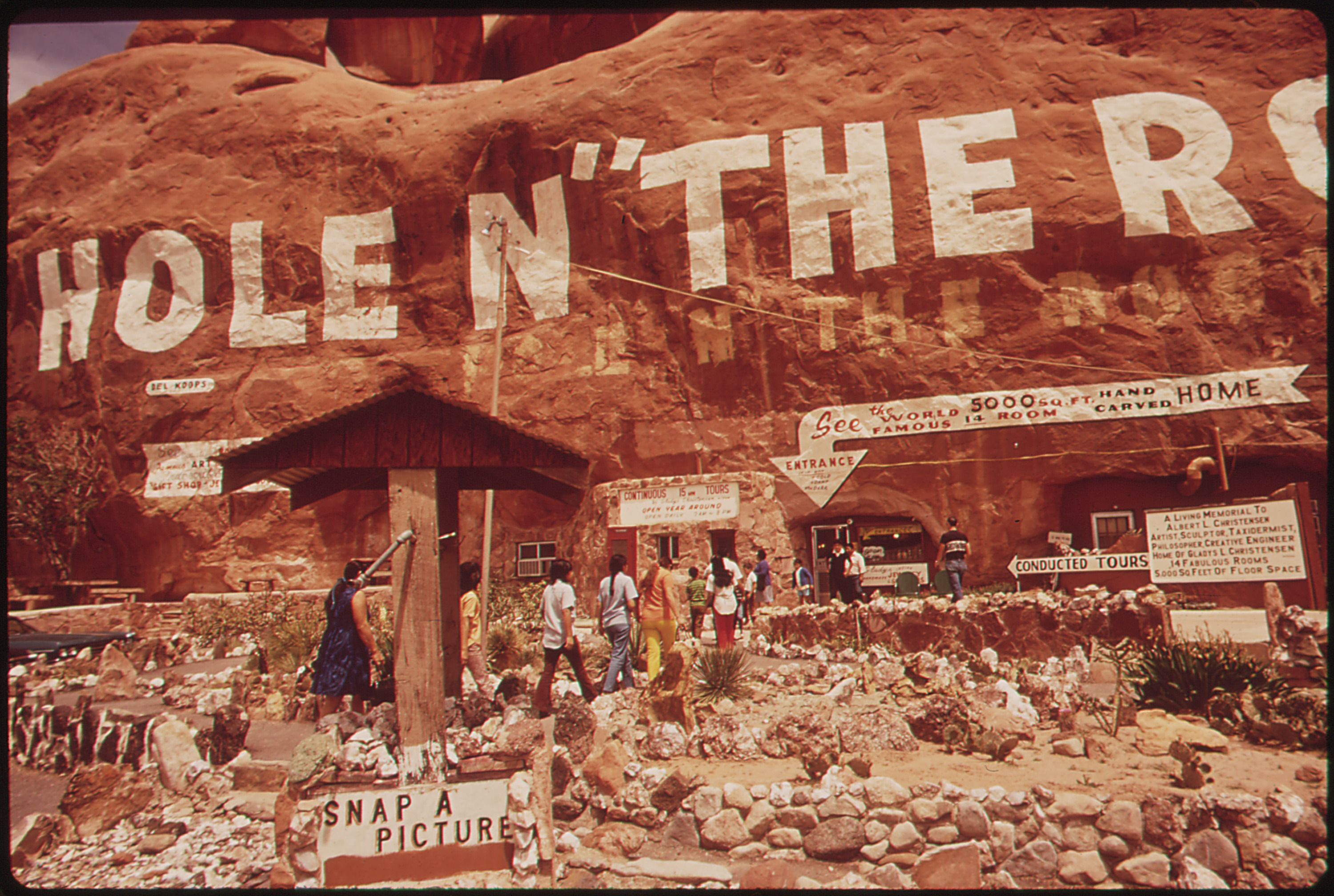
The Hole N" The Rock, une attraction touristique sur la route 191 près de Moab, Utah, États-Unis, en 1972.

Une roadside attraction est une particularité locale située au bord d'une route, fréquemment annoncée par des panneaux publicitaires pour attirer les touristes. En général, il s'agit d'un lieu où il est possible de s'arrêter sur un trajet donné, non d'une destination première. Le concept provient des États-Unis et de l'Ouest canadien des années 1940 à 1960 ; il s'est ensuite étendu à l'Australie.

## Étymologie
Le terme signifie littéralement en anglais « attraction de bord de route ». Il est principalement utilisé dans des pays d'expression anglaise où les distances sont importantes.

## Historique
À la suite du développement des trajets routiers, devenus réalisables et populaires en Amérique du Nord à la fin des années 1930, des entrepreneurs édifient des restaurants, des motels, des cafés pour attirer les voyageurs. Certains de ces bâtiments prennent la forme d'objets de taille gigantesque (l'architecture « canard »), qui servent de publicités pour ce qu'ils vendent et deviennent des attractions en eux-mêmes. D'autres types d'attractions prennent la forme de monuments ou de lieux de divertissement.
Avec la construction des Interstate highways au milieu des années 1950, la plupart de ces attractions sont désormais évitées et ferment.

## Dans les œuvres de fiction
Le roman American Gods de Neil Gaiman attache une certaine importance aux roadside attractions, présentant l'une d'elles comme étant un centre de pouvoir,,.